# Проспект Маршала Жукова (Донецьк)
Проспект Маршала Жукова — одна з вулиць міста Донецька. Розташований між вулицею Артемівською та вулицею Стратонавтів.

## Історія
Вулиця названа на честь Георгія Жукова — радянського полководеця і державного діяча, одного з військових командувачів в роки Другої Світової війни.

## Опис
Проспект Маршала Жукова знаходиться в Куйбишевському районі Донецька. Починається від вулиці Артемівської і завершується вулицею Стратонавтів. Простягнувся у північно-західному напрямку. Довжина вулиці становить близько 2,5 кілометри.